# Cmentarz Bohaterów w Taguig
Cmentarz Bohaterów w Taguig (tagalski Libingan ng mga Bayani) – nekropolia w  Taguig na Filipinach, miejsce pochówku żołnierzy i zasłużonych cywilów.  
Cmentarz został założony w 1947 roku przez rząd Filipin, początkowo pod nazwą Republic Memorial Cemetery, jako miejsce upamiętniające żołnierzy filipińskich poległych w czasie II wojny światowej. Pochowano tam 33 520 żołnierzy poległych w czasie II wojny światowej. 
W 1954 roku prezydent Filipin Ramon Magsaysay zmienił nazwę cmentarza na Libingan ng mga Bayani  i przeznaczył go na pochówek innych zasłużonych obywateli (polityków, naukowców i artystów). W 1967 roku prezydent F. Marcos powiększył teren cmentarza o 147 ha. 

## Niektórzy pochowani na tym cmentarzu[1]

### Prezydenci i wiceprezydenci Filipin
- Carlos P. Garcia
- Diosdado Macapagal
- Salvador H. Laurel
- Ferdinand Marcos[3]

### Inni urzędnicy wysokiego szczebla
- Fred Ruiz Castro – Chief Justice
- Enrique Fernando – Chief Justice
- Arturo M. Tolentino – przewodniczący senatu
- Manuel Salients
- Alejo Santos – Sekretarz Obrony
- Angelo Reyes – Sekretarz Obrony
- Ernesto Mata – Sekretarz Obrony
- Marcial Punzalan Jr. – kongresmen
- Alejandro Melchor Jr. – ambasador

### Artyści
- Levi Celerio
- Guillermo E. Tolentino
- Vicente Manansala
- Leonor Orosa
- Ernani Cuenco
- Nestor V. M. Gonzales
- Gerardo Ilagan de Leon

### Naukowcy
- Encarnación Alzona - historyczka
- Francisco Fronde
- Eduardo A. Quisumbing
- Geminieno de Ocampo
- Hilario G. Lara
- Julian A. Banzon
- Gregorio T. Velasquez
- Carmen C. Velasquez